# 고양 아람누리
고양 아람누리는 대한민국의 공공 행정기관으로 경기도 고양시 일산동구 마두동 816번지에 있는 고양시 산하 고양문화재단 소속 문화 아트센터이자 공연, 전시 기관이다. 문화예술 작품 및 연극, 영화 등을 상영한다.
출입구 왼편으로 사라새극장(디지털실험극장)과 아람마슬, 아름음악당 하이든홀, 지하 1층에는 아람미술관, 건물 중앙에는 아람극장이 있고, 건물 뒷편 정발산과 인접한 공간에는 산책로와 노루목 야외극장이 있다. 그밖에 아람누리 부속 기관으로 아람누리 도서관과 주차장이 교육지원청에 인접해 있다.
정발산역 출입구와 정발산이 인접해 있고, 인근에 고양교육지원청, 고양우체국, 고양소방서, 라페스타 문화의 거리, 마두역, 정발산 광장 등이 인근에 소재해 있다.

## 같이 보기
- 고양교육지원청
- 라페스타
- 고양 어울림누리